# Dogfeiling
Il Dogfeiling fu un regno gallese dipendente del Gwynedd, che si trovava ai confini orientali di quest'ultimo. Nacque attorno alla metà del V secolo, quando, alla morte del primo sovrano del Gwynedd, Cunedda Wledig, il figlio più giovane, Dogfael prese per sé quest'area, che da lui prese il nome. Attorno al 500, sul trono sedeva Elnaw, che conquistò il sub-regno dumnone del Glastenning. Attorno al 550, re Cyndrwyn Glas del Dogfeiling e del Glastenning ottenne il Pengwern per un suo figlio. Attorno al 613, re Eiludd ap Cyndrwyn del Dogfeiling si impossessò per una trentina d'anni del Powys, approfittando della giovane età del legittimo erede, Manwgan ap Selyf, figlio di Selyf Sarffgadau, morto nella battaglia di Chester contro i northumbriani. Attorno al 643, Manwgan riconquistò il trono. Dopo Eiludd, il Dogfeiling fu regnato dal figlio Elaed, al quale, nella seconda metà del VII secolo, successe Meurig. Nel 656 il Pengwern fu strappato al Dogfeiling da re Oswiu di Northumbria. Anche il Glastenning veniva perduto. Con la morte di Meurig, questo ramo della discendenza di Cunedda si estinse attorno al 700 e così il regno venne inglobato dal Gwynedd.  

## I sovrani
- Dogfael ap Cunedag ca. 445
- Elnaw ap Dogfael ca. 500 - viene conquistato il Glastenning, regno dipendente della Dumnonia
- Cyndrwyn Glas ca. 550 - Sovrano del Dogfeiling e del Glastenning. Conquistò anche il Pengwern orientale, che diede a un suo figlio
- Eiludd Powys ap Cyndrwyn ca. 642 -Sovrano del e del Powys
- Elaed ap Eiludd ca. 642 - re del Dogfeiling
- Meurig ap Elaed ca. 670 - Con lui, attorno al 700, ebbe fine questo ramo della dinastia di Cunedda Wledig. E così il regno fu assorbito dal Gwynedd